# Tallinni-öböl
A Tallinni-öböl (észtül: Tallinna laht) tengeri öböl a Balti-tengeren, a Finn-öböl déli részén. A Tallinni-öböl partján fekszik Észtország fővárosa, Tallinn. Az öblöt keletről a Viimsi-félsziget és Aegna szigete, északról Naissaar szigete határolja. Déli része több kisebb öbölre tagolódik. Nyugatról keletre a Kakumäe-öböl, a Kopli-öböl, a Paljassaare-öböl, valamint a Tallinni rév található. A Tallinni-öböl a Balti-tenger legmélyebb tengeröblei közé tartozik, mélysége egyes helyeken eléri a 100 m-t is. A part menti vizek azonban sekélyek, de a parttól távolodva gyorsan mélyülnek.
Az erősen tagolt, védett partszakasz jó természetes kikötőhelyet biztosít. Az öbölben, közvetlenül az óváros mellett található Észtország legnagyobb személyforgalmi kikötője, a Tallinni városi kikötő (Tallinna linnasadam). A Paljassaarei és a Bekker kikötő fontos észt teherkikötő. Az öböl partján négy nagy nyilvános tengeri strand található: a piritai, a stroomi, a kakumaei és a pikakari strandok.
A második világháború idején a Tallinni-öblöt, főleg Aegna és Naissaar környékét nagymértékben elaknásították. Az öbölben még napjainkban is jelentős mennyiségben kerülnek elő víziaknák. Egy 2015 májusi kéthetes aknamentesítési akció során pl. 210 tengeri aknát hatástalanítottak.